# Személyre szabott gyógyítás
A személyre szabott gyógyítás egyrészt, a hagyományos gyógyszerek egyénekre összeállított kombinációit jelenti (a molekuláris diagnosztikai vizsgálatok alapján); másrészt, új egyén-specifikus gyógymódok (pl. génterápia, tumor-terápia, antitest-terápia, őssejt terápia) bevezetését foglalják magukba. A jövő orvostudományában a betegségek megelőzése (prevenció) nagyobb fontossággal bír majd. Az egyén genomjának ismerete alapján valószínűsíteni lehet a betegségeket, ami lehetővé teszi a megfelelő életmód kialakítását és a gyakori, célzott orvosi vizsgálatok végzését. A Föld populációja ma: 6 477 796 739. A betegségek eloszlása a korábbi évszázadokban túlnyomó fertőző betegségekről a krónikus betegségek (asthma, diabetes, szív-, érrendszeri betegségek és rák) felé mozdul el.